# Kätkävaara
Kätkävaara är en kulle i Finland. Den ligger i Tervola i landskapet Lappland, i den norra delen av landet, 700 km norr om huvudstaden Helsingfors. Toppen på Kätkävaara är 178 meter över havet, eller 111 meter över den omgivande terrängen. Bredden vid basen är 7,4 km.
Terrängen runt Kätkävaara är huvudsakligen platt, men åt nordost är den kuperad. Runt Kätkävaara är det mycket glesbefolkat, med 2 invånare per kvadratkilometer. Närmaste större samhälle är Tervola, 18,7 km söder om Kätkävaara. 